# Di varhajt
Di varhajt (česky: Pravda) byl první komunistický novinový deník, psaným v židovském jazyce jidiš. 

## Historie
První číslo vyšlo 8. března 1918, vydavatelem byl Lidový komisariát pro židovské záležitosti. 
Po přesunu sídla deníku do Moskvy, nového hlavního města Sovětského svazu, došlo téhož roku k ukončení jeho činnosti z důvodu nedostatku žurnalistů znalých jazyka jidiš. Funkci novin Di varhajt převzal nově vzniklý deník Der Emes, jenž spadal pod přímou kontrolu Ústředního výboru Komunistické strany Sovětského svazu.